# Шампур

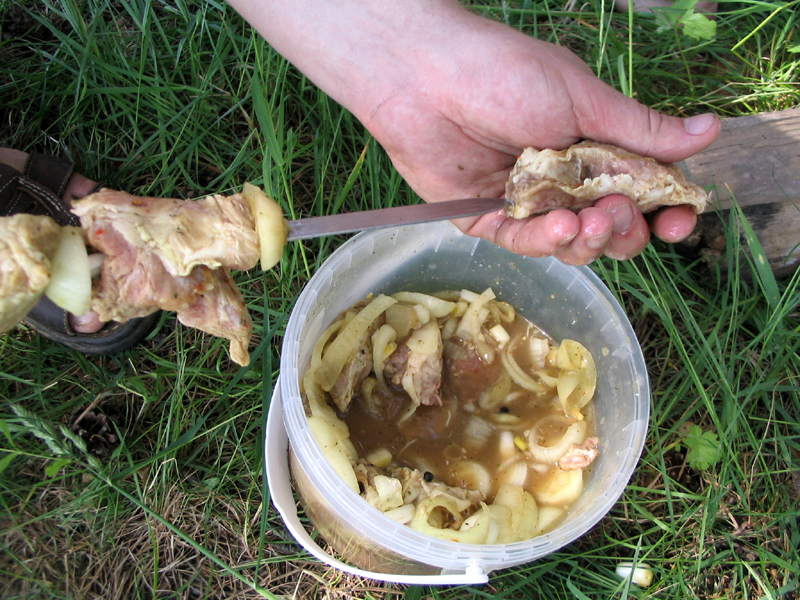
Нанизывание мяса на шампур

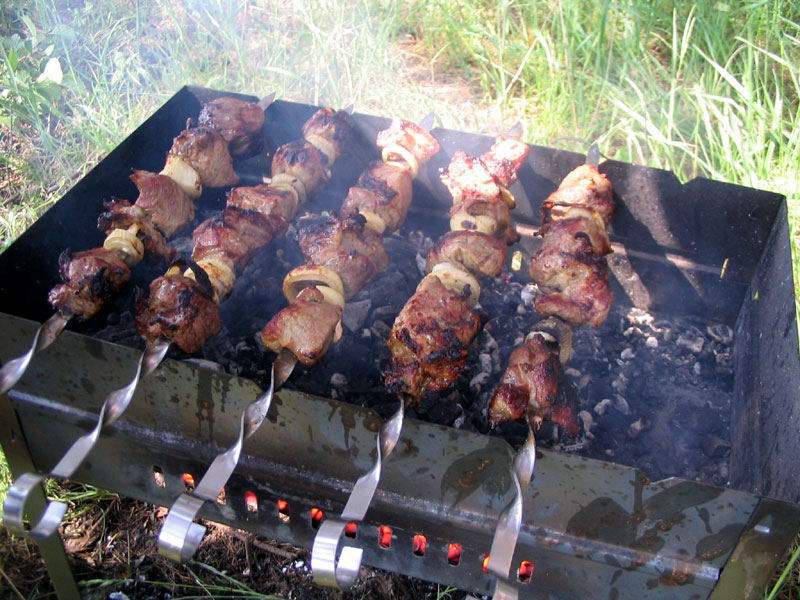
«Ручки» шампуров

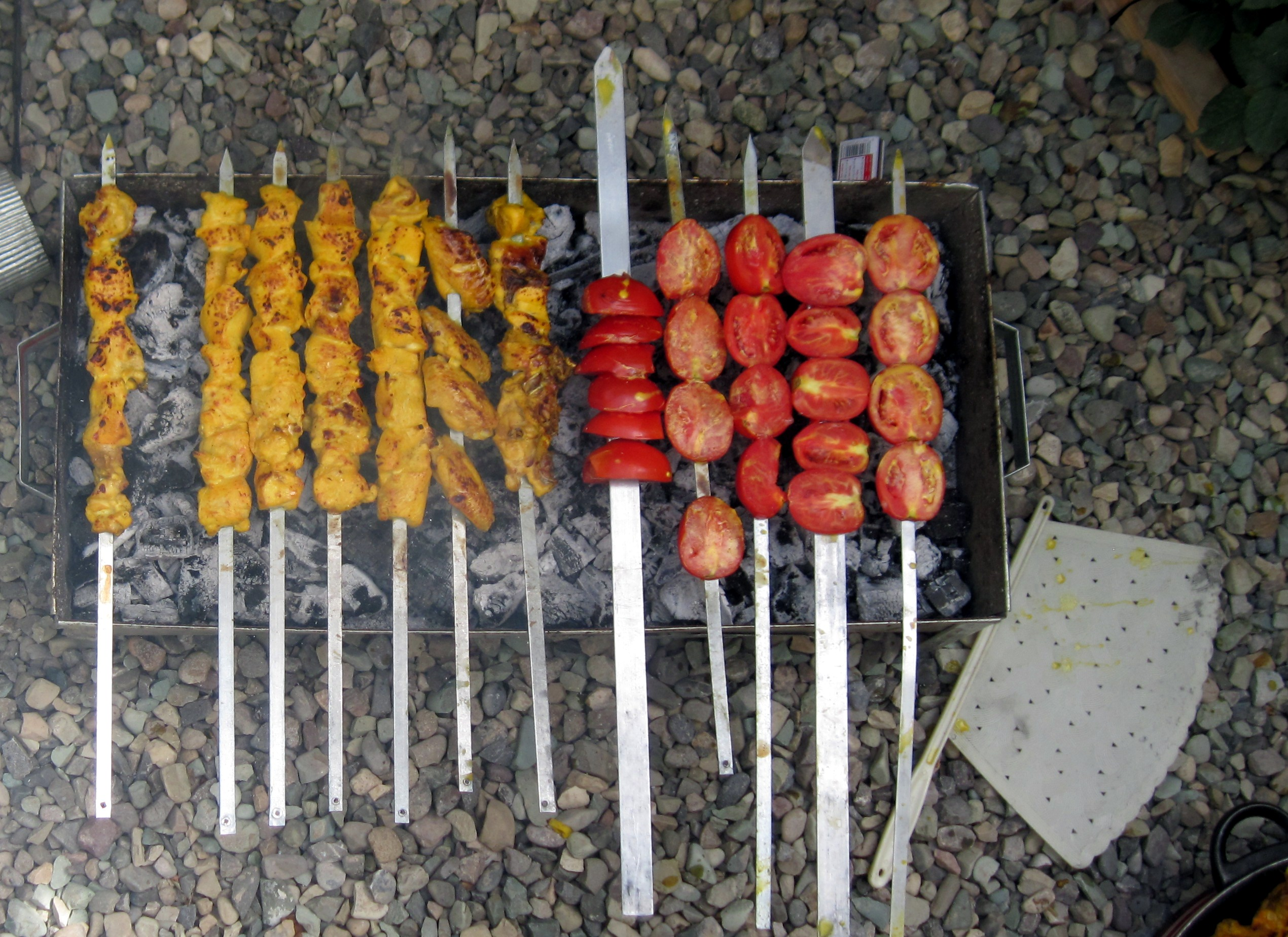

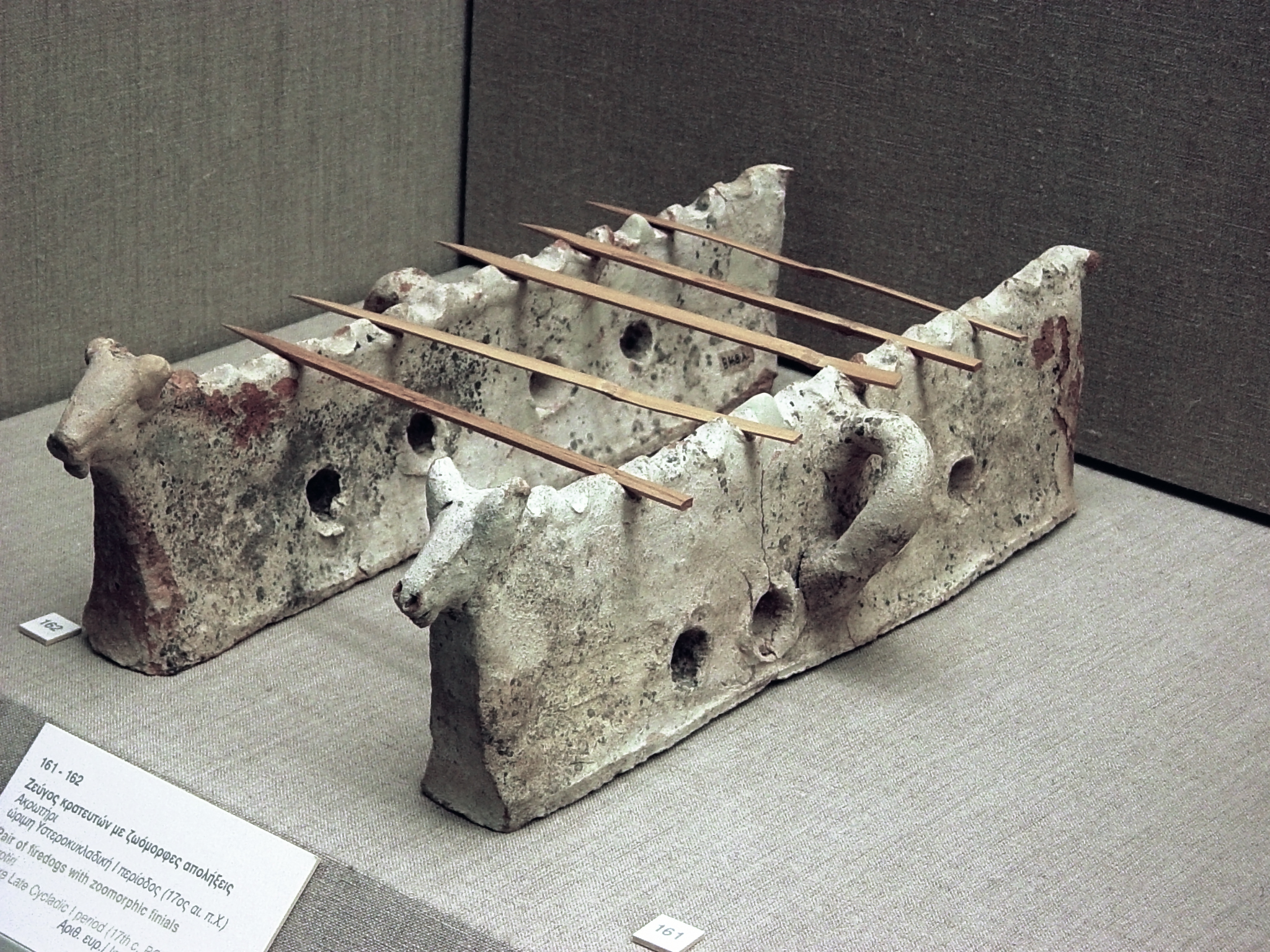
Пара минойских подставок (андиронов), XVII век до н. э.

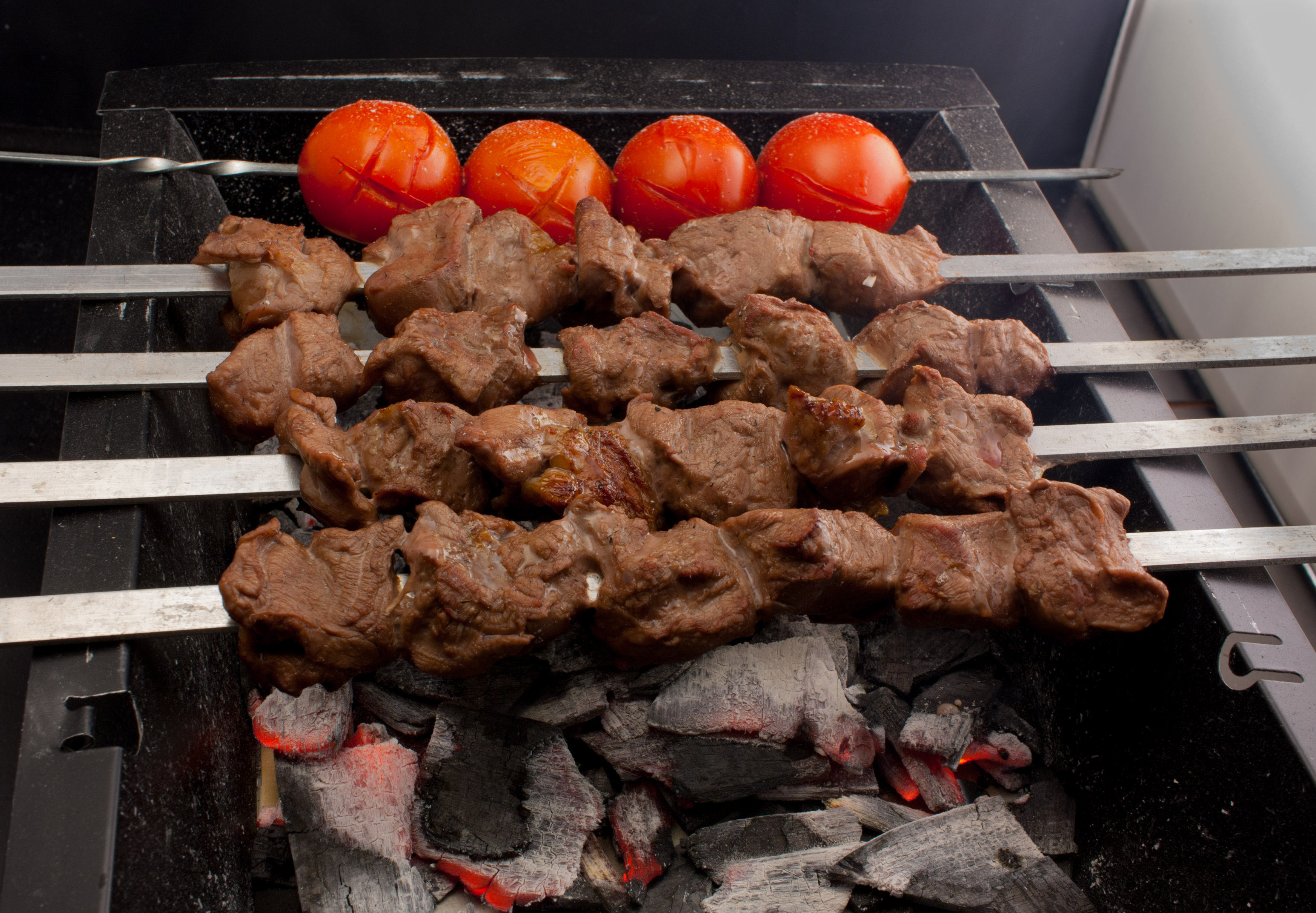
Ченджех кебаб в Иране

Шампу́р (от арм. šampur, šapur или груз. šamfuri, в свою очередь от сир. šаррūδā) — инструмент для приготовления мяса, рыбы или овощей на открытом огне (мангале или костре). Служит для приготовления шашлыка.

## Описание

### По материалу

#### Металлические
Представляет собой металлический прут в виде длинного ножа с заостренным концом с одной стороны и витой с другой стороны с закругленным концом. Чаще всего шампур имеет прямоугольное сечение, что предотвращает проворачивание продукта на шампуре. Существует разновидность металлических шампуров с деревянными ручками. Длина шампура — 30—100 см.

#### Деревянные
Деревянные шампуры представляют собой деревянный прут, заостренный на одном конце. В Японии используют бамбуковые шампуры для приготовления якитори, в Индонезии и Малайзии — для приготовления сате. Чаще всего служат для подачи на стол готового блюда. При использовании для приготовления блюд на огне деревянные шампуры предварительно замачивают в воде. Обычно одноразовые.

### По форме

#### Прямой
Полоска металла или другого материала, прямая по всей длине, оканчивающеюся ручкой, закрученной винтом.

#### Угловой
Из такой же полосы, но согнутой вдоль от 60° до 90°.